# Titanite
Ne doit pas être confondu avec Titanate.

La titanite est une espèce minérale du groupe des silicates sous-groupe des nésosubsilicates, de formule chimique CaTi(SiO5) ou CaTi(SiO4)O. Également connue sous le nom de sphène (du grec sphenos qui signifie en forme de coin), forme des cristaux aplatis en forme de coin, généralement jumelés avec des angles de rentrée proéminents ; on trouve également des formes massives, compactes et lamellaires. La titanite est un minéral accessoire des roches ignées, des schistes, des gneiss et d'autres roches métamorphiques. On la trouve également comme minéral détritique dans certains dépôts sédimentaires. Elle contient souvent à la marge de l'aluminium, du fer (Fe3+) et du fluor. L'IMA lui a attribué le symbole Ttn. 

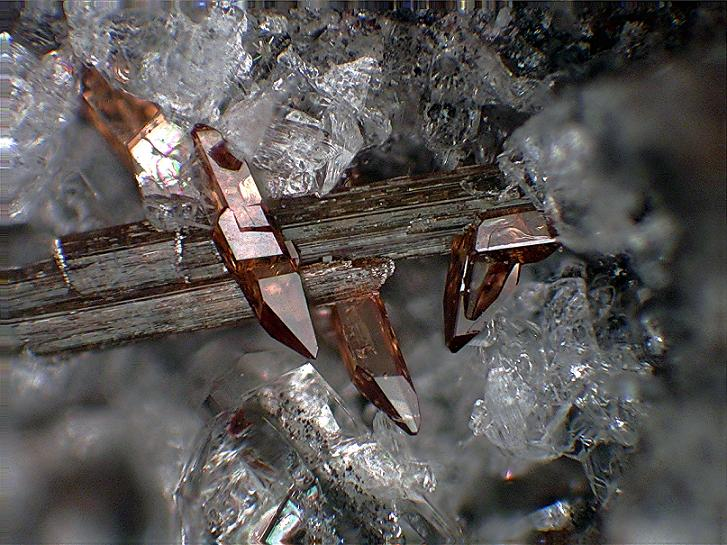
Titanite - Ochtendung, Eifel

## Description
De la famille des nésosubsilicates, ce minéral, caractéristique des roches magmatiques, « remplace » le Si habituel des silicates. C'est pourquoi on dit qu'il est sodique et métamorphique de type amphibolique. De couleur verte, jaune, rouge, brune ou grise, transparent ou translucide, ce minéral est de section losangique. Son système cristallin est de type monoclinique, sa dureté va de 5 à 6 (sur l'échelle de Mohs) et sa densité peut aller de 3,3 jusqu'à 3,6.
La titanite peut être métamicte. Elle se rapproche de la composition du membre final avec une symétrie de groupe spatial P21/a, alors que la titanite avec des constituants supplémentaires significatifs a une symétrie A2/a. Les cellules unitaires plus petites indiquent une composition en Al- et F-.
Les plus gros cristaux, mesurant 16 cm, ont été découverts à Capelinha au Brésil.
En tant que pierre fine, elle est très prisée pour son pouvoir dispersif exceptionnel qui dépasserait même celui des diamants.

## Environnement et gisements
La titanite est un minéral accessoire commun dans les roches plutoniques intermédiaires et felsiques, les pegmatites et les veines alpines. Ce minéral se trouve dans les roches magmatiques sodiques et les métamorphiques. Et aussi dans les gneiss, les schistes et certains skarns.
Le minéral a trois localités type : 
- Hauzenberg, district de Passau en Bavière, en Allemagne,
- Philipstown, comté de Putnam, dans l'état de New York aux États-unis et
- Rossie, comté de Saint Lawrence dans ce même état.

où il est associé à du quartz, de la hornblende, au groupe du mica, et au groupe du feldspath. Donc à l'albite, la chlorite, l'épidote, l'apatite, l'allanite, la monazite, la magnétite, l'ilménite, la néphéline, la biotite, la diopside et la calcite.
Mindat.org répertorie actuellement 3 806 localités où l'on a trouvé de la titanite. Les gisements sont disséminés partout sur la planète, avec toutefois une prédominance de l'Europe centrale où ils dépassent le millier.

## Historique
Elle a été découverte et décrite en 1795 par le chimiste, apothicaire et minéralogiste prussien Martin Heinrich Klaproth. Sa description moléculaire date de 1947, par le minéralogiste américain Harold W. Jaffe (en).

## Synonymie
- rutilite (Jameson)
- sphène
- aspidélite
- castellite
- ligurite
- titanite de Klaproth
- minéral calc-silicate (pour certains)

Par ailleurs, le terme titanite a été employé par le minéralogiste Richard Kirwan en 1796 pour désigner le rutile.